# Trần Quang Cơ
Trần Quang Cơ (22 tháng 5 năm 1927 – 25 tháng 6 năm 2015), nguyên là Ủy viên Trung ương Đảng, Thứ trưởng thứ nhất Bộ Ngoại giao, phục vụ trong ngành ngoại giao 44 năm cho tới khi ông về hưu năm 1997.

## Tiểu sử
Trần Quang Cơ là sĩ quan Quân đội nhân dân Việt Nam, từng giảng dạy tại trường Cao đẳng Ngoại giao.
Từ năm 1954 ông làm việc cho Bộ Ngoại giao. Ông là cán bộ ngoại giao suốt 44 năm (năm 1954– năm 1997).
Năm 1964, ông làm Bí thư thứ nhất ở Đại sứ quán Việt Nam Dân chủ Cộng hòa tại Indonesia. Năm 1966, ông trở lại Hà Nội, là thành viên đoàn Việt Nam Dân chủ Cộng hòa tại Hội nghị Paris (68–73) về Việt Nam.
Năm 1976, ông phụ trách đàm phán quan hệ Bắc Mỹ rồi chuyển sang châu Âu trước khi đi làm Đại sứ tại Thái Lan vào năm 1982 cho tới năm 1986. Nhà báo Thái Lan Kavi Chongkittavorn nhận xét, ông là một người lịch lãm, hiểu biết, và sâu sắc. Ông được đưa vào Ban Chấp hành Trung ương Đảng Cộng sản Việt Nam từ năm 1986.
Trong suốt 12 năm kể từ 1979, Trần Quang Cơ tham gia các cuộc thương lượng nhằm giải quyết chiến tranh tại Campuchia. Sau chiến tranh Việt Nam, ông tham gia cuộc đàm phán bình thường hóa quan hệ với ba nước Hoa Kỳ, Liên Xô và Trung Quốc.
Tháng 2 năm 1991, ông xin rút ra khỏi danh sách đề cử vào Ban chấp hành Trung ương Đảng Cộng sản Việt Nam khóa VII nhưng không được chấp thuận. Tháng 7 cùng năm ông gặp Tổng Bí thư Đỗ Mười xin không nhận chức Bộ trưởng ngoại giao thay thế ông Nguyễn Cơ Thạch.
Cuối năm 1993, ở Hội nghị giữa nhiệm kỳ, ông tự xin rút khỏi Ban chấp hành Trung ương Đảng.
Năm 2001, ông cho ra hồi ký 'Hồi ức và Suy nghĩ' nói về các sự kiện ngoại giao thời hậu chiến.
Ông mất ngày 25 tháng 6 năm 2015 tại Hà Nội.

## Nhận xét
- Về quan hệ ngoại giao: Trước năm 1986, Việt Nam đã quá phụ thuộc vào ý thức hệ mà không đa phương hóa, đa dạng hóa các quan hệ quốc tế. "Mình càng ít bạn thì họ càng bắt nạt, thế thôi. Cũng giống như trẻ con ngoài phố ấy."
- Khi được hỏi về quan hệ Việt-Trung vào đầu năm 2009: "Tôi thấy quan hệ hiện giờ... tạm được."

## Đánh giá
TS Đinh Hoàng Thắng, nguyên Đại sứ Việt Nam tại Hà Lan, nguyên Trưởng Nhóm Tư vấn Lãnh đạo Bộ Ngoại giao, viết về Trần Quang Cơ khi ông mới qua đời: "Trần Quang Cơ đã bảo vệ đến tận cuối cuộc đời mình tất cả những kế sách mà ông cho là hiệu quả trong cuộc đấu tranh không cân sức với Trung Quốc."